# Die heiligste Trinosophie

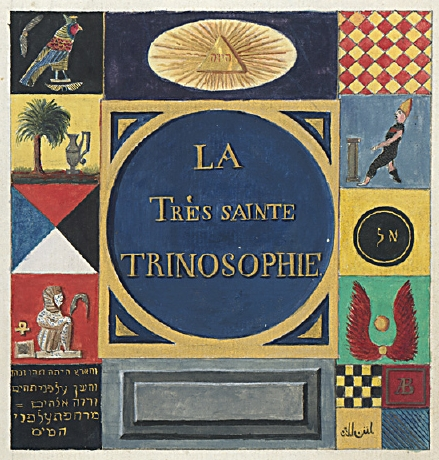
Die heiligste Trinosophie

Die heiligste Trinosophie  ist ein französisches esoterisches Manuskript des 18. Jahrhunderts und wird Graf von Saint Germain zugeschrieben. Es war im Besitz Alessandro Cagliostros und wurde von der Inquisition während dessen Inhaftierung im Jahr 1789 beschlagnahmt. Es ist eine initiatorische alchimistische Offenbarung mit erklärenden okkulten Symbolen. Das Original MS 2400 ist reichlich mit Illustrationen geschmückt und befindet sich in der Bibliothek von Troyes. Derzeit sind keine weiteren Versionen des Manuskriptes bekannt.
Das Buch verrät eine sehr gute Kenntnis des Talmud und der hebräischen Bibel und ist voller hebräischer und aramäischer Wörter. Allerdings sind nicht alle diese Wörter nach Raphael Patai lesbar, da der Kopist schlecht gearbeitet hatte; laut Patai hatte der Autor auch eine gewisse Kenntnis des Arabischen und Kenntnis des Jiddischen.

## Ausgaben
- The Most Holy Trinosophia of the Count of Saint-Germain, Los Angeles, The Philosophical Research Society, 1933 (reprints), mit einer Einleitung von Manley Palmer Hall
- La Très sainte trinosophie. Édition intégrale du texte du manuscrit unique de la Bibliothèque de Troyes et des variantes des «Annales maçonniques», 1808, précédée d’une enquête bibliographique et historique par René Alleau, Paris, Denoël, 1971
- Die hochheilige Trinosophia. Übersetzt und erläutert von Konrad Dietzfelbinger. Königsdorfer Verlag 2010. ISBN 978-3-938156-19-3